# Танівка
Танівка (колишня назва — Вовкове) — село в Україні, у Березівській міській громаді Березівського району Одеської області. Населення становить 135 осіб. Орган місцевого самоврядування — Степанівська сільська рада.

## Населення
Згідно з переписом 1989 року населення села, яке тоді входило до складу Вікторівської сільської ради, становило 173 особи, з яких 86 чоловіків та 87 жінок.
За переписом населення 2001 року в селі мешкало 135 осіб.
Мова
Розподіл населення за рідною мовою за даними перепису 2001 року був наступним:
| українська | 132 | 97,78 |
| російська  | 3   | 2,22  |